# Estádio Hudson Buck Ferreira
O Estádio Municipal Doutor Hudson Buck Ferreira, também conhecido como Ferreirão ou Ninho da Águia, é um estádio de futebol, localizado na cidade de Matão, no estado de São Paulo, pertence a Prefeitura Municipal de Matão . A Sociedade Esportiva Matonense é quem administra o estádio desde 1976 e posteriormente desde 1995.

## História
Os principais campos de futebol de Matão foram onde hoje está a Escola Estadual José Inocêncio da Costa (Grupão); entre o Hospital Carlos Fernando Malzoni e a Escola Técnica Sylvio de Mattos Carvalho; no quarteirão entre as Avenidas Siqueira Campos/Campos Salles e entre as Ruas Sinharinha Frota/Cesário Motta, além do atual Estádio Dr. Hudson Buck Ferreira que, sem ainda ter esse nome, começou a receber jogos no mesmo local onde está desde 1940. Outros campos existiram fora do perímetro central. Muitos ainda existem e outros surgiram.
Em meados da década de 1940, praticava-se em Matão o atletismo, basquete, ciclismo, motociclismo, xadrez e futebol. Havia intercâmbio esportivo com municípios como Jaú, Piracicaba, São Carlos, Bebedouro, Jaboticabal, Rio Claro, Taquaritinga, Catanduva. Em 1943, nosso esporte respirava por balões de oxigênio, pois faltava apoio da Comissão Municipal de Esportes. Não tínhamos uma boa Praça de Esportes, pois os campos estavam sem gramados, esburacados.
Em carta do dia 14 de outubro de 1944, o proprietário de A Comarca, Augusto Ferreira, em nome da Redação do jornal, solicitou ao interventor federal, Fernando Costa – que exercia função equivalente a de governador do Estado de São Paulo –, recursos para construção de uma Praça de Esportes. Na edição do dia 12 de novembro do mesmo ano consta a resposta do Governo Paulista.
Em síntese, a carta – do dia 28 de outubro de 1944 – explica que ‘o Governo do Estado adotou um critério comum para todos os municípios, devendo conceder às Prefeituras, auxílios para as construções de Estádios Municipais, após entendimentos dos prefeitos com a Interventoria’. Assim estava aberto o caminho para as tratativas do então prefeito José Bartholomeu Ferreira, que também integrava com Augusto Ferreira e outros a Comissão de Esportes. Bartholomeu foi prefeito de 6 a 11 de novembro de 1930; 12 de novembro de 1930 a 13 de abril de 1931 e de 26 de abril de 1939 a dezembro de 1946.
Na edição de A Comarca do dia 23 de novembro de 1944 consta que o jornal recebeu a informação da Diretoria de Esporte do Estado de que o Governo Paulista concedeu Cr$ 1.005.000,00 para finalidades esportivas aos municípios, sendo já efetuadas doações de partes deste montante geral para Altinópolis, Lins, Uchoa, Jaboticabal, Franca, José Bonifácio, Campinas, Igarapava, Quatá, Bocaiúva, Boituva, Guaratinguetá, Vargem Grande e Piracicaba.
Na edição do dia 3 de dezembro de 1944 está registrado que o interventor federal Fernando Costa também atendeu, no dia 24 de novembro, aos pedidos com a mesma finalidade feitos pelos municípios de Itararé, Piratininga, São Joaquim da Barra, Presidente Prudente, Torrinha e Mirassol. Salientando que era período propício para a terraplenagem e plantio de grama, A Comarca fez polido pedido ao prefeito José Bartholomeu Ferreira para que este o providenciasse.
Na edição do dia 14 de dezembro de 1944 consta que também foram recebidos por Gabriel Monteiro da Silva (representante do interventor federal), no Palácio dos Campos Elíseos (então sede do Governo Estadual), representantes dos municípios de Paraguaçu Paulista, Regente Feijó, Ariranha, Fernando Prestes, Itápolis e Salto. Todos foram contemplados com recursos para as construções de estádios municipais.
Lamentavelmente, perderam-se de arquivo alguns anuários de A Comarca. Assim, depois das tratativas e comunicações de Augusto Ferreira com o Governo Paulista, no final de 1944, não foram encontrados registros impressos. Contudo, em decorrência da solicitação de Augusto e esforços sequentes surge o Estádio ‘Dr. Hudson Buck Ferreira’, inicialmente com ‘a desapropriação de uma área de terra pertencente a Alberto Benassi, através do Decreto Municipal nº 105, de 27 de dezembro de 1946, para a construção do ‘Centro Popular de Esportes de Matão’.
A informação sobre o Decreto nº 105/46 provém de Maria Silvia Bastia Mendes (Biba), coordenadora 3 do Patrimônio Público da Prefeitura de Matão. “Por meio da Lei Municipal nº 124, de 10 de dezembro de 1957, uma área de terra da Sociedade Civil Benassi Agropecuária se funde à área anteriormente mencionada”, completa Biba.
Em pesquisa digital no Google, há duas datas para a inauguração do Estádio ‘Dr. Hudson Buck Ferreira’. Uma, quando o local ainda não tinha esta denominação, no dia 13 de junho de 1940, num empate de 1x1 no clássico local entre Padilha e Santa Cruz. A inauguração oficial, com o nome em homenagem, foi feita provavelmente no dia 27 de agosto de 1948, aniversário de Matão, quando o prefeito era Leônidas Calígola Bastia (1º de janeiro de 1948 a 31 de dezembro de 1951). “Ressalta-se que Hudson Buck Ferreira faleceu no dia 21 de abril de 1948”, cita Biba.
No Estádio ‘Dr. Hudson Buck Ferreira’ jogaram o Clube Atlético Matonense (CAM), o São Lourenço Atlético Clube, a Sociedade Esportiva Bambozzi, a Matonense e outras equipes de Matão. No dia 20 de julho de 1997, com a vitória de 4x2 sobre o Santo André neste estádio, a Matonense conquistou sua vaga para a Série A-1 do Paulistão, onde jogou de 1998 a 2002. Entre tantos usos comunitários, desde antes de ter esta denominação, o estádio serviu para a realização da primeira edição da Feira Agro Comercial e Industrial de Matão (Facima), em agosto de 1977, quando o prefeito era Laert José Tarallo Mendes (1º de fevereiro de 1969 a 31 de janeiro de 1973 e de 1º de fevereiro de 1977 a 2 de maio de 1981).